# Porte de Chine (film)
Pour les articles homonymes, voir China Gate.
Pour plus de détails, voir Fiche technique et Distribution.
Porte de Chine (China Gate) est un film américain réalisé par Samuel Fuller, sorti en 1957.

## Synopsis
1954. La Guerre d'Indochine est terminée. Afin de détruire un dépôt de munitions situé dans les montagnes à la frontière de la Chine, où viennent se fournir d'armes les troupes communistes d'Hô-Chi-Minh, le sergent américain Brock, allié des militaires français, se joint à un commando de soldats de la Légion étrangère. Il est composé du capitaine Caumont et du caporal Pigalle, tous les deux français, du caporal allemand Krueger, de l'Hongrois Andreades, du Chinois Leung et de Goldie, un Noir américain. Ils sont rejoints par Lucky Legs, une eurasienne qui n'est autre que l'épouse légitime de Brock. Ce dernier l'a abandonnée pour s'engager dans la guerre de Corée mais aussi car elle a donné naissance à un enfant aux yeux bridés.  
Brock n'a pas d'autre choix que de l'accepter car elle est la seule à connaître la position exacte du dépôt d'armes. En effet, elle a trafiqué avec les forces communistes pour s’approvisionner en alcool. En échange de sa collaboration avec Brock, elle ne désire qu'une seule chose : que leur fils vive aux États-Unis. Parvenus à destination, alors que Lucky réussit à séduire le major Cham, le commandant du camp ennemi, le commando pose des explosifs au sein d'un gigantesque dépôt souterrain de munitions dans la forteresse. Amoureux de Lucky, Cham lui propose de l'emmener en URSS avec son fils. Mais, très vite, il comprend qu'elle l'a trahi et Lucky le précipite dans le vide. Elle se sacrifie en déclenchant le détonateur et elle périt dans l'explosion qui détruit entièrement la base ennemie. Réconcilié avec son garçon et en souvenir de celle qu'il n'a cessé d'aimer, Brock emmène leur enfant en Amérique.

## Fiche technique
- Titre : Porte de Chine
- Titre original: China Gate
- Réalisation : Samuel Fuller
- Scénario : Samuel Fuller
- Production : Samuel Fuller
- Musique : Max Steiner et Victor Young
- Photographie : Joseph F. Biroc
- Montage : Gene Fowler Jr. et Dean Harrison
- Pays d'origine : États-Unis
- Format : Noir et blanc - 2,35:1
- Genre : Action, guerre
- Durée : 97 minutes
- Date de sortie : 1957

## Distribution
- Gene Barry : Sgt. Brock
- Angie Dickinson : Lucky Legs
- Nat 'King' Cole : Goldie
- Paul Dubov : Capt. Caumont
- Lee Van Cleef : Maj. Cham
- Marcel Dalio : Père Paul
- Maurice Marsac : Col. De Sars
- Paul Busch : Cpl. Kruger
- James Hong : Charlie